# Meadowlands Grand Prix 1989
Meadowlands Grand Prix 1989 var ett race som var den åttonde deltävlingen i PPG IndyCar World Series 1989. Racet kördes den 16 juli på Meadowlands Sports Complex i New Jersey, USA. Bobby Rahal tog hem segern, med den suveräna mästerskapsledaren Emerson Fittipaldi på andra plats. Scott Pruett slutade trea, och med det tog han sin första pallplats i IndyCar-sammanhang.

## Slutresultat
| Plats | Förare             | Team                     | Grid | Kvaltid |
| ----- | ------------------ | ------------------------ | ---- | ------- |
| 1     | Bobby Rahal        | Kraco Racing             | 6    | 38,270  |
| 2     | Emerson Fittipaldi | Patrick Racing           | 1    | 37,919  |
| 3     | Scott Pruett       | Truesports Co.           | 7    | 38,320  |
| 4     | Rick Mears         | Penske Racing            | 5    | 38,257  |
| 5     | Al Unser Jr.       | Kraco Racing             | 3    | 38,209  |
| 6     | Raul Boesel        | Doug Shierson Racing     | 16   | 39,454  |
| 7     | Arie Luyendyk      | Dick Simon Racing        | 11   | 38,979  |
| 8     | Danny Sullivan     | Penske Racing            | 9    | 38,707  |
| 9     | Teo Fabi           | Porsche Motorsports      | 8    | 38,479  |
| 10    | Scott Brayton      | Dick Simon Racing        | 15   | 39,430  |
| 11    | John Jones         | Protofab Racing          | 19   | 39,617  |
| 12    | Kevin Cogan        | Machinists Union Racing  | 14   | 39,370  |
| 13    | Pancho Carter      | Leader Cards Racing      | 18   | 39,616  |
| 14    | Scott Atchison     | Euromotorsport           | 21   | 39,925  |
| 15    | Jeff Wood          | Gohr Racing              | 26   | 40,445  |
| 16    | Randy Lewis        | Teamkar International    | 17   | 39,597  |
| 17    | Dominic Dobson     | Bayside Racing           | 20   | 39,780  |
| 18    | Michael Andretti   | Newman/Haas Racing       | 4    | 28,231  |
| 19    | Bernard Jourdain   | Andale Racing            | 22   | 39,997  |
| 20    | Mario Andretti     | Newman/Haas Racing       | 2    | 38,192  |
| 21    | John Paul Jr.      | Bettenhausen Motorsports | 24   | 40,082  |
| 22    | Roberto Guerrero   | Alex Morales Racing      | 27   | 40,972  |
| 23    | A.J. Foyt          | A.J. Foyt Enterprises    | 25   | 40,253  |
| 24    | Fabrizio Barbazza  | Arciero Racing           | 12   | 39,305  |
| 25    | Derek Daly         | Raynor Motorsports Group | 10   | 38,796  |
| 26    | Didier Theys       | Hemelgarn Racing         | 13   | 39,362  |
| 27    | Tom Sneva          | Vince Granatelli Racing  | 23   | 40,007  |
| 28    | Steve Chassey      | Bettenhausen Motorsports | 28   | 42,427  |